# Claude-René Paternostre de La Mairieu
Claude-René Paternostre de La Mairieu, né à Gand le 16 novembre 1929 et mort à Nivelles le 20 avril 2010, époux de Marie-Germaine de Montpellier d'Annevoie, est un généalogiste belge.

## Publications
- Cl-R Paternostre de la Mairieu, TABLETTES DU HAINAUT[1], Généalogie - Histoire - Héraldique, Tome I à VII[2], Hombeek 1955
- Les Tablettes du Brabant sont une œuvre collective, datant de 1956 à 1970, concernant la généalogie, l'histoire et l'héraldique. Elles sont publiées sous la direction de Claude-René Paternostre de La Mairieu.